# امیلین (بازیکن فوتبال)
امیلیو گارسیا مارتینز (انگلیسی: Emilín; ۱۲ سپتامبر ۱۹۱۲ – ۳۰ مارس ۱۹۷۷) معروف به امیلین، بازیکن فوتبال اهل اسپانیا بود که در پست مهاجم بازی می‌کرد.
امیلین ۲۷۷ بازی برای باشگاه فوتبال رئال اویدو انجام داد، ۲۲۷ بازی از آنها در لالیگا که ۶۴ گل به ثمر رساند، ششمین بهترین گلزن تاریخ آزولز بود.
از باشگاه‌هایی که در آن بازی کرده‌است می‌توان به باشگاه فوتبال بارسلونا و باشگاه فوتبال اسپورتینگ خیخون اشاره کرد.
وی همچنین در تیم ملی فوتبال اسپانیا بازی کرده‌است.